# Murati (Bosznia-Hercegovina)
Murati (szerbül: Мурати), falu Bosznia-Hercegovinában, Bosanska krajina területén, Kozarska Dubica községben, a Szerb Köztársaságban. 

## Fekvése
Bosznia-Hercegovina északi részén, Banja Lukától légvonalban 57, közúton 74 km-re északnyugatra, községközpontjától légvonalban 14, közúton 19 km-re délnyugatra, 150 – 200 méteres tengerszint feletti magasságban, az Una völgyétől délre elterülő dombvidéken és a Krešno polje mezején fekszik.

## Népessége
| Nemzetiségi csoport | Népesség 1991 | Népesség 2013 |
| ------------------- | ------------- | ------------- |
| Szerb               | 216           | 187           |
| Bosnyák             | 0             | 0             |
| Horvát              | 1             | 1             |
| Jugoszláv           | 0             | 0             |
| Egyéb               | 0             | 0             |
| Összesen            | 217           | 188           |

## Története
A település 1878-ig tartozott az Oszmán Birodalomhoz, ekkor a berlini kongresszus határozata alapján az Osztrák-Magyar Monarchia része lett. 1879-ben az első osztrák-magyar népszámlálás során a Kostajnicai járáshoz tartozó Strigova község részeként a falunak 22 háztartása és 123 ortodox szerb lakosa volt. 1910-ben a Bosanska Dubica-i járásban fekvő településen 29 háztartást, 211 ortodox szerb, 2 muszlim és 4 katolikus lakost találtak. A monarchia szétesésével 1918-ben előbb a Szerb-Horvát-Szlovén Királyság, majd 1929-től a Jugoszláv Királyság része. 1921-ben a községnek 28 háztartása és 231 lakosa volt. Jugoszlávia megszállása után a falu a Független Horvát Állam (NDH) része lett. 
A második világháború idején az usztasák 1942-ben, Szent Péter napján érkeztek Muratiba, és elfogták a tizennégy tagú Kaurin szerb családot, akiket elvittek a Jasenovaci usztasa táborba. A tizennégy családtag közül kilencet Jasenovacban öltek meg, és csak öten élték túl a tragédiát. A faluban 14 és 16 év közötti szerb lányokon követtek el nemi erőszakot.
1945-től a település a szocialista Jugoszlávia része volt. A Bosznia-Hercegovinában zajló polgárháború idején a település a Boszniai Szerb Köztársaság része volt. 1995. szeptember 18-án és 19-én az Una horvát hadművelet keretében Kozarska Dubica község területét megtámadta a Horvát Köztársaság hadserege (HV). Ezt a támadást a Boszniai Szerb Köztársaság hadserege (VRS) és a helyi lakosság visszaverte. A daytoni békeszerződést követő területfelosztásnál a település, Kozarska Dubica község részeként a Szerb Köztársaság területéhez került.

## Kultúra
2006-ban Simo Brdar rendező itt forgatta a „Сунце и жица” (Nap és húr) című dokumentumfilmjét.

## Fordítás
- Ez a szócikk részben vagy egészben  a(z)   Мурати című szerb Wikipédia-szócikk ezen változatának fordításán alapul.  Az eredeti cikk szerkesztőit annak laptörténete sorolja fel. Ez a jelzés csupán a megfogalmazás eredetét és a szerzői jogokat jelzi, nem szolgál a cikkben szereplő információk forrásmegjelöléseként.